# Fairborn, Ohio
Fairborn là một thành phố thuộc quận Greene, tiểu bang Ohio, Hoa Kỳ. Năm 2010, dân số của thành phố này là 32352 người.

## Dân số
- Dân số năm 2000: 32052 người.
- Dân số năm 2010: 32352 người.